# Ebbe Munck
 Ikke at forveksle med Ebbe Munk.
Hans Ebbe Munck (14. januar 1905 på Frederiksberg – 2. maj 1974 i København) var dansk grønlandsfarer, udenrigskorrespondent, modstandsmand, diplomat og hofchef.   
Ebbe Munck var søn af direktør Povl Gerhardt Munck (død 1947) og hustru Meta, født Iversen (død 1953), der var bosiddende på Martensens Alle 7, 3. sal, på Frederiksberg. Han voksede op i en villa i Klampenborg, blev student fra Ordrup Gymnasium i 1922 og cand.polit. i 1929.     

## Grønlandsfarer
Som ung deltog han i flere grønlandsekspeditioner, herunder i Scoresbysund-ekspeditionen 1924, i Charcot-ekspeditionen 1926 og i Courtauld-ekspeditionen til Østgrønland 1935; medleder af dansk Nordøstgrønlands-ekspeditionen 1938-40 og af dansk Pearyland-ekspeditionen 1947; chef for den danske og den internationale pressedelegation til Grønland under kongeparrets besøg 1952; medstifter af Dansk Ekspeditionsfond 1947; i komiteen for British Northeast Greenland Expedition 1950-53.   

## Udenrigskorrespondent
Munck var i 1930'erne udenrigskorrespondent ved Berlingske Tidende og var bladets korrespondent i Berlin 1929-31 og i London 1931-35; redaktionssekretær 1935-36; udsendt korrespondent til krigen i Spanien 1936 og til den finske krig 1939-40 og 1941-42.   

## Modstandsmand
Han blev i 1940 placeret som korrespondent i Stockholm, hvor han kom til at spille en central rolle i forbindelse med den samtidige tyske besættelse af Danmark. Han blev kontaktpersonen og havde bl.a. kontaktadresse på Sibyllegatan 13, Stockholm, mellem den hemmelige, britiske sabotageorganisation SOE, med en uklar rolle i forhold til den britiske organisation SIS (MI6) samt samarbejdede med den danske, militære efterretningstjeneste og senere også Frihedsrådet. Han var redaktør af Dagbladet Information i 1945. Han var udenrigspolitisk redaktør ved Berlingske Tidende til 1946.    
New York Times skrev i sin nekrolog den 3. maj 1974 bl.a.: "... his greatest achievements came during World War II when he became the Stockholm based representative of the Danish Freedom Council and the main link between occupied Denmark and the rest of the world. He risked his life on secret missions to Denmark and engineered the escape of Niels Bohr, atomic physicist and Nobel Prize-winner, one of the fathers of the atom bomb."

## Diplomat
I 1947 gik Ebbe Munck ind i udenrigstjenesten og tjenstgjorde som presseattaché ved den danske ambassade i London 1947; ambassaderåd i Helsingfors fra 1955.. Han var ambassadør i Thailand fra 1959 til 1967. 

## Forfatterskab
Ebbe Munck udgav i 1967 erindringsbogen "Døren til den frie verden - erindringer 1939-1945" og året efter "Strejtog i nord" om erindringer fra Grønland. 

## Hofchef
Efter sin tid som ambassadør var han frem til 1972 hofchef for kronprinsesse Margrethe. 

## Dekorationer
Tildelt Galathea Medaillen og i 1940 den kongelige fortjenstmedalje i sølv. Han blev Ridder af Dannebrog 1948, af 1. grad 1953, Kommandør 1967 og af 1. grad 1973.
Han var desuden tildelt flere udenlandske ordener.

## Familieliv
Munck blev gift første gang i Sankt Andreas Sogn i København den 29. januar 1929 med Kirsten Pilegaard Graae, født 13. januar 1904 i København, datter af direktør Julius Pilegaard Graae (død 1914) og hustru Sigrid, født Sibbern Køhler, og søster til modstandskvinden Jutta Graae med dæknavnet Storfyrstinden. Ægteskabet blev opløst 12. januar 1949.
Den 30. april 1949 giftede han sig i Lønborg Sogn med Birgit Valentin, født 13. oktober 1915 i Kalundborg som datter af fabrikant Christian Valentin (død 1954) og hustru Emmy, født Norup. 
Den 2. maj 1974 døde Ebbe Munck pludseligt af en blodprop i en alder af 69 år. Han er begravet på Ordrup Kirkegård.  
En kreds af venner bad kunstneren Knud Nellemose hugge en granitsten med indskriften Ebbe Munck 1905-1974. For Danmarks frihed 1940-1945 – han åbnede døren til den fri verden. Den er opstillet yderst på molen i Skovshoved Havn. 

## Mindefond
Kort efter Ebbe Muncks død i 1974, stiftede en kreds af venner Ebbe Muncks Mindefond. Fondens formål er at skabe et blivende minde om Ebbe Munck. Årligt uddeles en hædersgave til personer inden for områder, der havde Ebbe Muncks særlige interesse: Grønlandsforskning, oplysning om frihedskampen under Besættelsen, dansk virke i udlandet, journalistik, mv. Dronning Margrethe er protektor for Ebbe Muncks mindefond og er den, der siden 1974 har overrakt den årlige pris.